# Halogenhydrin

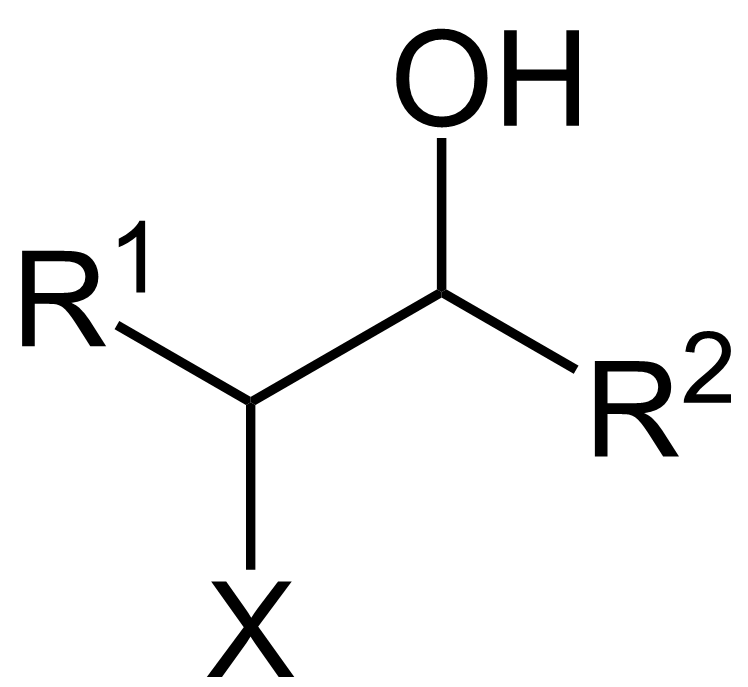
Obecná struktura halogenhydrinů
X = I, Br, F, nebo Cl

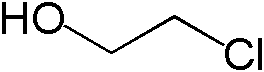
Struktura halogenhydrinu 2-chlorethanolu

Halogenhydriny (též halohydriny) jsou chemické sloučeniny nebo funkční skupiny, kde je na jednom atomu uhlíku navázán halogenový substituent a na sousedním uhlíkovém atomu hydroxylový substituent.
Vznik halogenhydrinů:
- z alkenů halogenhydrinoformní reakcí
- z epoxidů halogenvodíkovou kyselinou

Reakce halogenhydrinů:
- Za přítomnosti zásady, např. hydroxidu draselného, může halogenhydrin podléhat vnitřní reakci SN2 za vzniku epoxidu. Tato reakce je opakem vzniku halogenhydrinu z epoxidu.
- Epoxidace v biologických systémech může být katalyzována halogenhydrindehalogenázou.